# Eugen Boelling
Eugen Boelling (* 30. September 1887; † 5. Dezember 1944) war ein deutscher Verwaltungsjurist.

## Leben
Boelling studierte Rechtswissenschaft an der Georg-August-Universität Göttingen. Mit Kurt Magnus und Horst von Windheim wurde er 1906 im Corps Bremensia aktiv. Er nahm als Soldat am Ersten Weltkrieg teil und war ab 1909 Gerichtsreferendar. 1912 wurde er in Göttingen zum Dr. iur. promoviert. Er war Regierungsrat bei der Regierung in Gumbinnen. Er wurde im August 1926 kommissarisch und im Januar 1927 endgültig als Landrat im Kreis Pillkallen bestellt. Nach der Reichstagswahl März 1933 wurde er im Mai 1933 von Max Gunia abgelöst. Er fiel im Zweiten Weltkrieg am 5. Dezember 1944.